# Paroriza verrucosa
Paroriza verrucosa is een zeekomkommer uit de familie Synallactidae.
De wetenschappelijke naam van de soort werd in 1987 gepubliceerd door C. Massin.